# Abrostola canariensis
Abrostola canariensis är en fjärilsart som beskrevs av George Francis Hampson 1913. Abrostola canariensis ingår i släktet Abrostola och familjen nattflyn. Inga underarter finns listade i Catalogue of Life.